# Фадия Наджиб Табет
Фадия Наджиб Табет (род. 1985) — йеменская аспирантка из Америки. В 2017 году она была удостоена Международной женской премии за отвагу за предшествующие шесть лет работы офицером по защите детей в Йемене.

## Биография
В течение шести лет Фадия была офицером по защите детей в Йемене. Она ухаживала за травмированными детьми, предотвращала вербовку и радикализацию мальчиков. Она помешала им присоединиться к хуситам, «Аль-Каиде» и их местному отделению «Ансар аль-Шариа», и не дала стать детьми-солдатами во время гражданской войны в Йемене. Она представила в ООН доказательства нарушений прав человека различными группами.
Переехала в Соединённые Штаты в 2016 году по стипендиальной программе Хьюберта Хамфри. Она решила получить степень магистра в Вашингтоне, округ Колумбия, в SIT Graduate Institute.
В марте 2017 года она стала лауреаткой Международной женской премии за отвагу.